# Aulonocara rostratum
Aulonocara rostratum là một loài cá thuộc họ Cichlidae. Nó được tìm thấy ở Malawi và Tanzania. Môi trường sống tự nhiên của chúng là hồ nước ngọt.